# Evropský hokejový pohár 1991/1992
27. ročník hokejového turnaje European Cupu.Vítězem turnaje se stala Djurgårdens IF.

## 1. kolo

### Skupina A
(Herning, Dánsko)
- 1. Vålerenga IF (Norsko) - 6 bodů
- 2. Polonia Bytom (Polsko) - 4 body
- 3. Herning IK (Dánsko) - 2 body
- 4. Durham Wasps (Velká Británie) - 0 bodů

### Skupina B
(Bucureşti, Rumunsko)
- 1. HK Olimpija Lublaň (Jugoslávie/Slovinsko) - 6 bodů
- 2. Steaua Bucureşti (Rumunsko) - 4 body
- 3. Ferencvárosi TC Budapest (Maďarsko) - 6 body
- 4. Slavia Sofia (Bulharsko) - 0 bodů

### Skupina C
(Milano, Itálie)
- 1. HC Saima Milano (Itálie) - 6 bodů
- 2. HC Rouen (Francie) - 4 body
- 3. SIJ Utrecht (Nizozemsko) - 2 body
- 4. CH Jaca (Španělsko) - 0 bodů

## Semifinále

### Skupina D
(Bern, Švýcarsko)
- 1. Dynamo Moskva (SSSR/Rusko) - 6 bodů
- 2. SC Bern (Švýcarsko) - 4 body
- 3. HK Olimpija Lublaň (Jugoslávie/Slovinsko) - 2 body
- 4. Polonia Bytom (Polsko) - 0 bodů

### Skupina E
(Düsseldorf, Německo)
- 1. Düsseldorfer EG (Německo) - 6 bodů
- 2. HC Saima Milano (Itálie) - 4 body
- 3. TPS Turku (Finsko) - 2 body
- 4. Steaua Bucureşti (Rumunsko) - 0 bodů

### Skupina F
(Piešťany, Československo)
- 1. Djurgårdens IF (Švédsko) - 4 body
- 2. HC Rouen (Francie) - 4 body
- 3. Vålerenga IF (Norsko) - 4 body
- 4. ASD Dukla Jihlava (Československo) - 0 bodů
- Utkání Jihlavy
- ASD Dukla Jihlava - Vålerenga IF 1:2 (0:1,1:0,0:1) 8. listopadu 1991
- ASD Dukla Jihlava - HC Rouen 5:6 (1:3,2:2,2:1) 9. listopadu
- Djurgårdens IF - ASD Dukla Jihlava 3:1 (0:0,1:1,2:0) 10. listopadu

## Finálové skupiny
(27. a 28. prosince 1991 v Düsseldorfu)

### Skupina A
- 1. Düsseldorfer EG - 4 body
- 2. SC Bern - 1 bod
- 3. HC Rouen - 1 bod

### Skupina B
- 1. Djurgårdens IF - 4 body
- 2. Dynamo Moskva - 2 body
- 3. HC Saima Milano - 0 bodů

### O 3. místo
(30. prosince 1991 v Düsseldorfu)
- SC Bern - Dynamo Moskva 1:6

### Finále
(30. prosince 1991 v Düsseldorfu)
- Düsseldorfer EG - Djurgårdens IF 2:7